# Aerosucre-Flug 157
Auf dem Aerosucre-Flug 157 (Flugnummer IATA: 6C157 ICAO: KRE157, Funkrufzeichen: AEROSUCRE 157) stürzte am 20. Dezember 2016 eine auf dem Flughafen Germán Olano, Puerto Carreño in Richtung Bogotá gestartete Frachtmaschine Boeing 727-2J0(F) der Aerosucre in ca. 7 km Entfernung vom Flughafen ab, nachdem sie beim Start das Startbahnende überrollt und die Flughafenumzäunung durchbrochen hatte. Bei dem Unfall starben fünf der sechs Personen an Bord der Maschine.

## Maschine

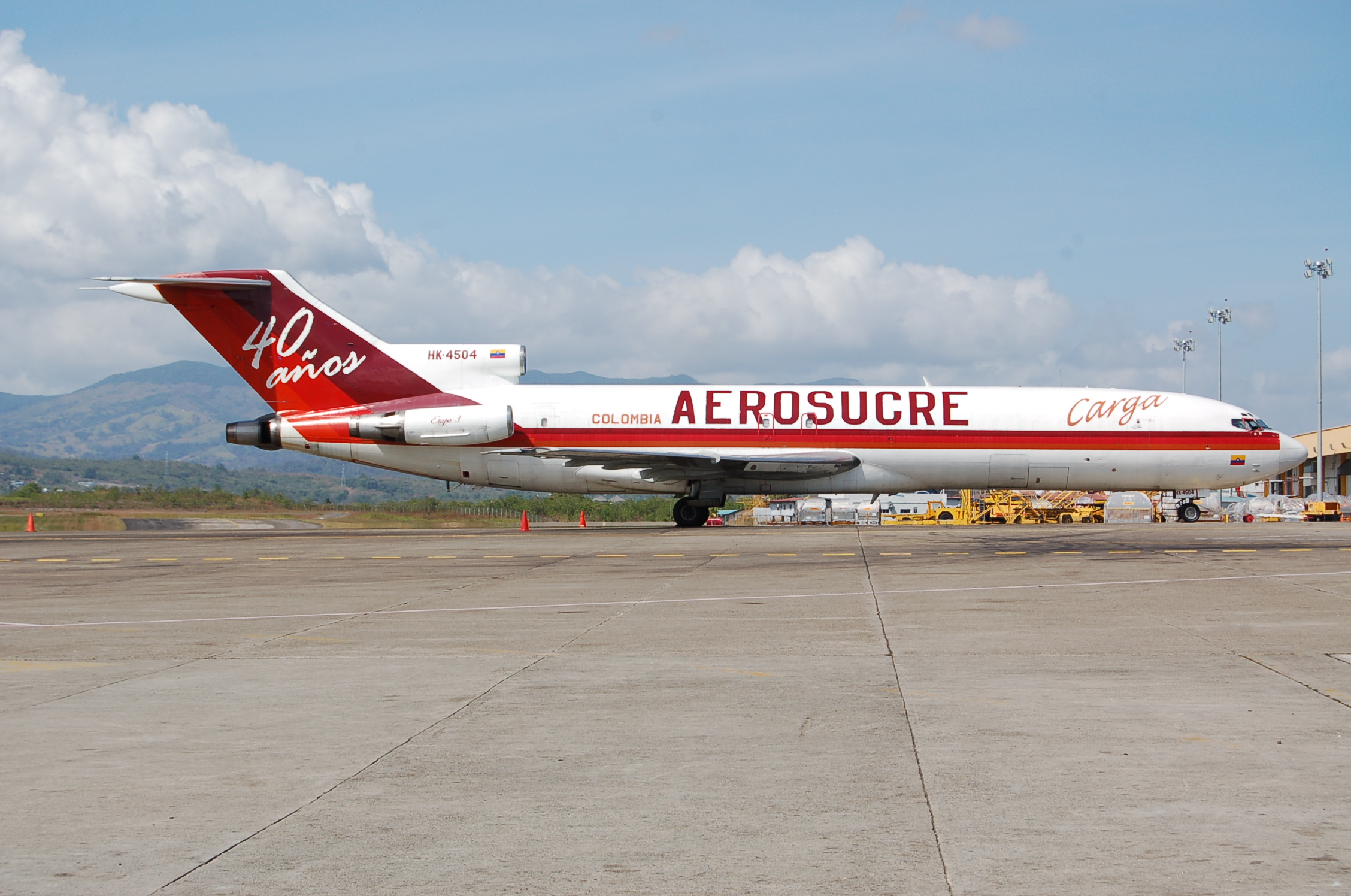
Eine baugleiche Maschine der Fluggesellschaft

Bei dem verunglückten Flugzeug handelte es sich um eine Boeing 727-2J0(F), die zum Unfallzeitpunkt 41 Jahre und 4 Monate alt war. Die Maschine mit der Werknummer 21105 und der Modellseriennummer 1158 wurde im Werk von Boeing auf dem Boeing Field im Bundesstaat Washington als Passagierflugzeug endmontiert und absolvierte am 22. August 1975 ihren Erstflug, ehe sie am 29. August desselben Jahres neu an die Air Jamaica ausgeliefert wurde. Die Maschine wurde mit dem Luftfahrzeugkennzeichen 6Y-JMA zugelassen und erhielt die Flottennummer 471. Im Januar 1985 wurde das Kennzeichen in VR-CMA geändert. Am 29. September 1987 wurde die Maschine noch einmal umgemeldet und erhielt diesmal das Luftfahrzeugkennzeichen 6Y-JMM, die Maschine wurde dabei an den neuen Leasinggeber Aviation Leasing Group übereignet. Am 22. Januar 1997 wurde die Maschine an den Leasinggeber zurückgegeben und an die Kitty Hawk Aircargo weiterverkauft, welche die Boeing mit dem neuen Kennzeichen N281KH zuließ. Die neue Eigentümerin ließ die Maschine bis April 1997 in ein Frachtflugzeug umbauen. Am 25. Oktober 2001 ging die Maschine an den Collateral Liquidation Trust. Die Aerosucre Colombia übernahm die Maschine am 10. Januar 2008 und betrieb sie seitdem mit dem Kennzeichen HK-4544 Das dreistrahlige Schmalrumpfflugzeug war mit drei Triebwerken des Typs Pratt & Whitney JT8D-15 (HK3) ausgestattet. Bis zum Zeitpunkt des Unfalls hatte die Maschine eine Gesamtbetriebsleistung von 60.199 Betriebsstunden absolviert.

## Insassen
Es befanden sich fünf Besatzungsmitglieder und ein Lademeister an Bord der Maschine.
- Der 58-jährige Flugkapitän Jaime Cantillo gehörte der Fluggesellschaft seit dem 1. August 1997 an. Sein Portfolio an Musterberechtigungen wurde am 6. August 2005 um die Boeing 727 erweitert. Cantillo verfügte über 8.708:06 Stunden Flugerfahrung, wovon 6.822:17 Flugstunden auf Maschinen des Typs Boeing 727 entfielen.
- Der 39-jährige Erste Offizier Mauricio Guzmán. Seine kommerzielle Pilotenlizenz wurde am 24. April 2006 ausgestellt. Sein Arbeitsverhältnis mit der Aerosucre bestand seit dem 12. September 2008. Er verfügte über 3.255:11 Stunden Flugerfahrung, die vollumfänglich auf die Boeing 727 entfielen.
- Der 72-jährige Flugingenieur Pedro Duarte gehörte der Fluggesellschaft seit 2013 an und verfügte über 1.612:53 Stunden Flugerfahrung mit Maschinen verschiedener Typen.
- Darüber hinaus befanden sich noch die beiden Brüder und Flugtechniker Felipe Vargas Bravo (28) und Diego Armando Vargas Bravo an Bord.

## Flugverlauf und Unfallhergang
Die Maschine traf an diesem Tag um 14:48 Uhr im Rahmen eines Frachtfluges, der in Bogotá begonnen hatte, in Puerto Carreño ein. Die Besatzung entlud Fracht mit einem Gesamtgewicht von 9.264 Kilogramm. Wenngleich die Ladekarten für den Unfallflug nicht gefunden werden konnten, gingen die Ermittler davon aus, dass für den Rückflug nach Bogotá etwas weniger als 9.100 kg Fracht verladen wurden, welche auf neun Paletten verteilt waren. Die 727 rollte dann zur Startposition der Start- und Landebahn 25, die Besatzung stellte die Landeklappen auf 30 Grad ein und das Flugzeug wurde für den Start getrimmt. Um 17:18 Uhr begann der Startlauf. Die Maschine überrollte die gesamte, 1.800 Meter lange Startbahn, jedoch hob dabei nur das Bug-, nicht das Hauptfahrwerk vom Boden ab. Die Maschine überrollte hinter der Landebahn eine 95 Meter lange Grasfläche, durchschlug die Flughafenumzäunung und überrollte eine dahinter liegende Straße. Sie verfehlte dabei nur knapp einige Passanten und Motorradfahrer, die sich auf dieser Straße befanden. Hinter der Straße kollidierte die Maschine mit einer Hütte und einem Baum, bevor sie schließlich in die Luft stieg. Durch die Kollisionen wurden das rechte Hauptfahrwerk abgeschert und die rechte innere Auftriebshilfe beschädigt, außerdem kam es zu einem Leistungsverlust an Triebwerk Nr. 3. Ein hydraulisches System war beschädigt und verlor Hydraulikflüssigkeit. Die Maschine erreichte eine Flughöhe von 240 Metern und begann zu sinken, während mit der Maschine eine leichte Rechtskurve geflogen wurde. Nachdem die Maschine eine Kurve von 270 Grad geflogen war, prallte sie auf dem Boden auf, brach auseinander und geriet in Brand.
Durch den Unfall wurden vier der fünf Besatzungsmitglieder sowie der Lademeister getötet. Ursprünglich hatten die beiden Brüder Vargas Bravo überlebt, Felipe Vargas Bravo erlag jedoch später im Krankenhaus seinen schweren Verletzungen, sodass nur Diego Armando Vargas Bravo den Unfall überlebte.

## Unfallermittlung
Die Ermittler der Grupo de Investigación de Accidentes Aéreos (GRIAA) stellten mehrere Faktoren als ursächlich für den Unfall fest:
- nach Kalkulationen zum zu langen Startlauf gingen die Ermittler von 1 t Überlast aus;
- der Start erfolgte mit einer Rückenwindkomponente von vier Knoten (ca. 7 km/h);
- die Besatzung hatte die Rotationsgeschwindigkeit um 9 km/h zu hoch angesetzt;
- der Flugkapitän hatte die Maschine zu zögerlich mit nur einem, statt zwei bis drei Grad pro Sekunde rotieren lassen;
- die Besatzung schaltete nach dem Hydraulikausfall nicht auf das funktionsfähige Reservesystem um und hätte daher den kompletten Kontrollverlust sehr wahrscheinlich vermeiden können.

Daneben verwies die GRIAA darauf, dass der Germán Olano Airport für Flugzeuge Boeing B 727-2J0(F) nicht zugelassen war, von Aerosucre jedoch seit Jahren für Cargoflüge mit Maschinen dieses Typs genutzt wurde, ohne dass die Flughafenleitung und Luftfahrtbehörde eingeschritten hätten.